# 巴拉圭共和國國民議會
巴拉圭共和国国民议会（西班牙語：Congreso Nacional de la República del Paraguay）為巴拉圭共和國的國家立法機構，採取兩院制度，分別為由45人組成的巴拉圭參議院以及80人組成的巴拉圭眾議院。巴拉圭國會的議員們其選舉時間與巴拉圭總統同日，並且在巴拉圭全國各地的選民投票後依照比例代表制安排各政黨的議員人數。

## 組成
2018年4月22日巴拉圭國會選舉結果
| 政黨               | 巴拉圭眾議院 | 巴拉圭參議院 |
| ------------------ | ------------ | ------------ |
| 紅黨               | 42           | 17           |
| 真正激進自由黨     | 30           | 13           |
| 瓜苏阵线           | -            | 6            |
| 心愛祖國黨         | 3            | 3            |
| 遇见国家党         | 2            | -            |
| 哈加莫斯黨         | 2            | 2            |
| 民主進步黨         | -            | 2            |
| 國民十字軍運動     | 1            | 1            |
| 全國道德公民聯盟黨 | -            | 1            |
| 總人數             | 80           | 45           |

## 外部連結
- （西班牙文） 巴拉圭共和國國民議會 （页面存档备份，存于）
- （西班牙文） 巴拉圭參議院（页面存档备份，存于）
- （西班牙文） 巴拉圭眾議院（页面存档备份，存于）